# Tigris-Brücke bei Diyarbakır
Die Tigris-Brücke (auch: On Gözlü Köprü) bei Diyarbakır führt über den Tigris und ruht auf zehn Bögen. Sie liegt etwa drei Kilometer außerhalb der Stadtmauern auf dem Weg nach Süden an der alten Straße nach Silvan. Die Brücke hat eine Länge von 180 m, eine Breite von 7 m und besteht aus schwarzen Basaltsteinen. Wegen der zehn Bögen wird sie auch als die Brücke mit den zehn Augen bezeichnet.
Die Bogenbrücke wurde gemäß einer Inschrift von Marwaniden errichtet: im Auftrag des Richters Ebü'l-Hasan Abdülvâhid von einem Architekten namens Ubeyd in den Jahren 1064 bis 1065. Die Brücke ist noch in Gebrauch und wurde 2008 restauriert.